# Natalia Lubrano
Natalia Lubrano – polska piosenkarka, kompozytorka i autorka tekstów, wykonująca muzykę jazzową i elektroniczną.

## Życiorys

### Dzieciństwo i edukacja
Pochodzi z rodziny o muzycznych tradycjach. Jej ojciec, Andrzej Pluszcz, był basistą i wykładowcą na warsztatach bluesowych, a jej matka śpiewa w chórze.
Ukończyła Państwową Szkołę Muzyczną I st. im. Grażyny Bacewicz we Wrocławiu oraz prywatną szkołę jazzu „Jazz a Tours” we Francji.

### Kariera
Jako nastolatka założyła swój pierwszy zespół rockowy, brała też udział w wielu konkursach wokalnych. Na polskiej scenie muzycznej znana jest z wieloletniej współpracy ze środowiskiem wrocławskich hip–hopowców oraz ze współpracy z zespołem Miloopa, z którym wydała cztery albumy: Nutrition Facts (2005), Unicode (2008), Optica (2011) i Verke (2016). Wraz z Miloopą zagrała kilkadziesiąt koncertów za granicą, m.in. na Sziget Festiwal, United Islands, Be2gether Festival, Fete De La Musique Luxembourg, United Islands of Prague, Creamfields, JDM Festival, Open’er, Summer of Music, Szene Festival czy Green Valley. Odbyła też wspólne trasy koncertowe z Jojo Mayer’s Nerve, Beanfield, Micatone, Dj First Rate czy Forss vs Borg. Występowała również z polskim artystami, takimi jak Andrzej Smolik, Renata Przemyk, Novika, Maria Peszek czy Paulina Przybysz. Udzieliła swojego głosu na około dwudziestu albumach innych muzyków.
Od 2012 występuje w cyklicznym koncercie charytatywnych Panny z Dobrych Domów organizowanym na rzecz bezdomnych zwierząt. Również w 2012 wykonała utwór „Nic nie może wiecznie trwać” podczas koncertu „Życia mała garść” na 49. Krajowym Festiwalu Polskiej Piosenki w Opolu. Zapis z wydarzenia został wydany na płycie koncertowej pt. Życia mała garść. Koncert dedykowany Annie Jantar i Jarosławowi Kukulskiemu. 8 marca tego samego roku wydała swój debiutancki, autorski album studyjny pt. R.E.S.P.E.C.T..
W kwietniu 2014 zdobyła nagrodę publiczności i specjalną nagrodę jury za walory wokalne na ogólnopolskim Przeglądzie Piosenki Aktorskiej we Wrocławiu. W czerwcu tego samego roku wystąpiła w koncercie „SuperDebiuty” na 51. Krajowym Festiwalu Piosenki Polskiej w Opolu. Pod koniec września 2014 wydała album koncertowy pt. Live Sessions zawierający zapis jej koncertu z Maćkiem Czemplikiem.
Jesienią 2015 z zespołem The Lions została finalistką dziesiątej edycji programu Must Be the Music. Tylko muzyka. W listopadzie tego samego roku wystąpiła jako support przed koncertem grupy LemON w Warszawie. Pod koniec listopada 2016 wydała album pt. Osiecka Jazzowo, którą nagrała z Kwartetem Krzysztofa Żesławskiego ku czci Agnieszki Osieckiej.

## Dyskografia

### Albumy studyjne
Solowe
- R.E.S.P.E.C.T. (2012)
- Osiecka Jazzowo (2016; z Kwartetem Krzysztofa Żesławskiego)

Z zespołem Miloopa
- Nutrition Facts (2005)
- Unicode (2008)
- Optica (2011)
- Verke (2016)